# بين سنجاري
بين سنجاري (بالفرنسية: Ben Sangaré)‏ هو لاعب كرة قدم فرنسي في مركز الهجوم، ولد في 12 نوفمبر 1990 في بوندي في فرنسا. لعب مع إي أس نانسي ونادي أرليه أفينيون ونادي بريوتشين ونادي فرايبورغ ونادي كريتيل.

## وصلات خارجية
- بين سنجاري على موقع رابطة كرة القدم الفرنسية للمحترفين (الإنجليزية)
- بين سنجاري على موقع قاعدة بيانات كرة القدم.إي يو (الإنجليزية)
- بين سنجاري على موقع Soccerway.com (الإنجليزية)